# Dinamo-Yuni-Stadion
Das Dinamo-Yuni-Stadion (belarussisch Стадыён «Дынама-Юні», russisch Динамо-Юни) ist ein Fußballstadion im Westen der belarussischen Hauptstadt Minsk. Es liegt im Mikrorajon Kunzauschtschina (belarussisch Кунцаўшчына, russisch Красный Бор ‚Roter Forst‘) im Minsker Rajon Nr. 9, Frunsenski. 
Das 4500 Zuschauern Platz bietende Stadion wurde 2000 gebaut und vom FK Daryda aus dem Minsker Stadtteil Schdanowitschi (Ждановічы) genutzt. Nach Vereinsauflösung im Jahr 2008 übernahm der FK Dinamo Minsk die Anlage und benannte sie in Dinamo-Yuni um. Der Verein trug seine Heimspiele in der Saison 2012 in diesem Stadion aus. Auch seine zweite Mannschaft, Dinamo-93 Minsk, trat häufig hier an.
Im Rahmen der U-19-Fußball-Europameisterschaft der Frauen 2009 wurden mehrere Spiele im Dinamo-Yuni-Stadion ausgetragen. Es handelte sich um die Gruppenspiele England gegen Schweden und Schweden gegen Island sowie um das Halbfinale Frankreich gegen Schweden.
Anfang 2013 begannen umfangreiche Arbeiten am Stadion, das deswegen derzeit geschlossen ist.